# Kostolecká tiesňava

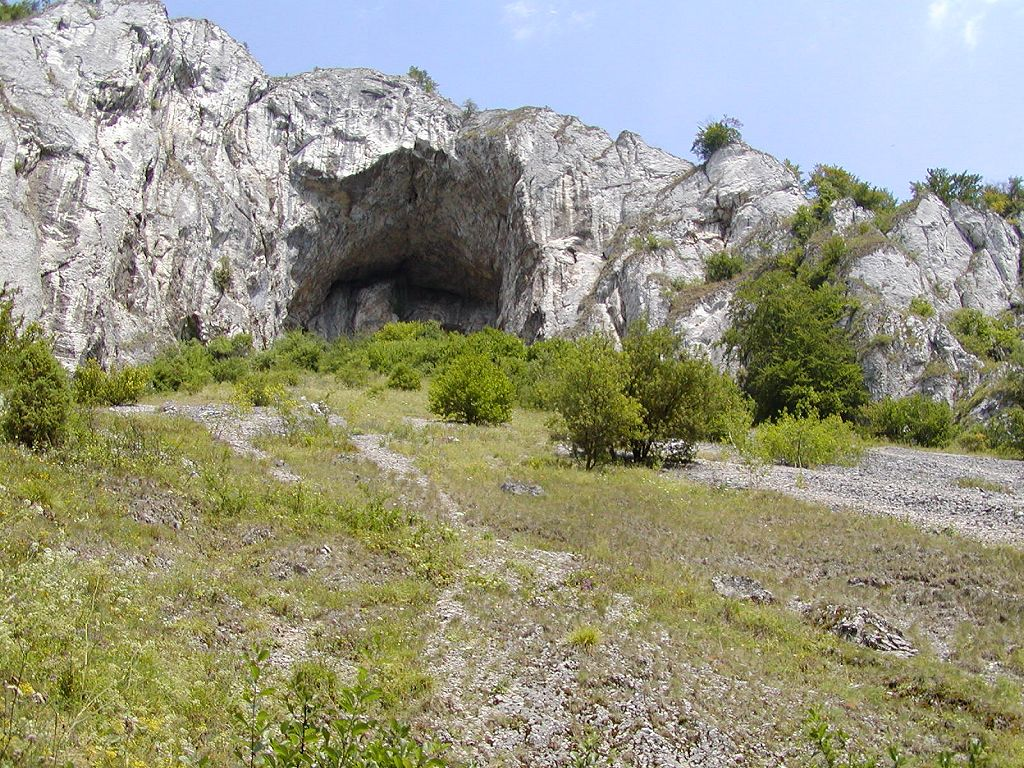
Wąwóz Kościelecki – przewieszka skalna

Kostolecká tiesňava (też: Kostolská tiesňava) – przełomowy odcinek doliny Manińskiego Potoku w Manínskiej vrchovinie na Słowacji, pomiędzy wsiami Záskalie (na północnym zachodzie) a Kostolec (na południowym wschodzie). Leży na obszarze katastralnym obu wyżej wymienionych wsi.
Epigenetyczny przełom długości ok. 500 m powstał na skutek wcięcia się Manińskiego Potoku w poprzek wydłużonej, wapiennej skały zwanej Drieňovka (stąd również dawna nazwa wąwozu: Drieňovská tiesňava), który podzielił jej masyw na dwie części: właściwą Drieňovkę (639 m n.p.m.) na południu i tzw. Kawczą Skałę (słow. Kavčia skala) na północy.
Wąwóz charakteryzuje się imponującą skalną scenerią, w tym największą przewieszką skalną na Słowacji (i jedną z największych w całych Karpatach) oraz imponującym stożkiem piargowym pod nią. Skały Wąwozu Kościeleckiego są popularnym terenem wspinaczki skalnej. W 1974 r. odbyły się tu pierwsze międzynarodowe mistrzostwa Słowacji we wspinaczce skalnej.
Wąwozem wiedzie asfaltowa droga do położonych w górze doliny Manińskiego Potoku wsi Kostolec i Vrchteplá.
Z uwagi na wysoką wartość krajobrazowo-przyrodniczą cały wąwóz wraz z otaczającymi go masywami skalnymi jest objęty ochroną rezerwatową w rezerwacie przyrody Kostolecká tiesňava. Manínsky potok utworzył jeszcze drugi wąwóz o nazwie Manínska tiesňava. Na wąwozie tym i stokach otaczających go gór utworzono rezerwat przyrody Manínska tiesňava.